# 太陽が燃えている
「太陽が燃えている」（たいようがもえている）は、1995年9月30日に発売されたTHE YELLOW MONKEY8枚目のシングル。発売元は日本コロムビア・トライアドレーベル。

## 概要
- 前作から2か月ぶり、5枚目のアルバム『FOUR SEASONS』の先行シングルである。この曲で自身初となるシングルTOP10入りとなり、ブレイクを果たした。ファンからの人気も高く、解散後の2004年に行われたオリコンの人気投票では第3位となった[1]。
- 当時のディレクターである宗清裕之は、THE YELLOW MONKEYのベストとしてこの曲をあげている。新人のアーティストと曲作りの話をする際、「売れた例」としてこの曲をあげることがあるという[2]。
- 発売前に吉井が当時レギュラーパーソナリティーを務めていた『オールナイトニッポン』において、このシングルのカップリングとして「Wedding Dress」がオンエアされたが、実際には別の曲である「Sweet & Sweet」が収録された。吉井曰く「ディレクターにボツをくらった」らしく、「Wedding Dress」は結局お蔵入りになったが、後に発売された『TRIAD YEARS THE VERY BEST OF THE YELLOW MONKEY act II』に収録された。
- 2005年に任天堂が発売したニンテンドーDS用ソフト『押忍!闘え!応援団』の曲目の一つとなっている。

## 制作背景
- 前作「追憶のマーメイド」よりも前に完成されていた楽曲であり[3]、前作までと同様にヒットチャートを意識して作った曲である。吉井は後に「少なからず、昔から応援してくれていたファンからの批判もあったが、バンドが大きくなるためには必要な道だった」という旨を語っている[4][5]。
- デモの段階では、歌詞が若干異なっている。吉井は、「デモ音源のほうが歌が上手かった」と語り、事務所に「デモに替えてくれないか」と頼んだこともあったという[6]。このデモ音源は『MOTHER OF ALL THE BEST』の初回版DISC3に収録されている。
- 吉井は本楽曲の歌詞に関して、「『smile』のツアーが終わって、もう何を歌ってもいいんだと思えたんですよ。全部ぶっ壊して、何言われてもいいから、でも間違ったことは歌わない、矛盾した言葉は使わない、ということだけは決めてこの曲の歌詞を書いたんですよ」と語っている[3]。また、「生まれ変わってもまた会おう」というフレーズに関して、「『バンドが生まれ変わっても同じ場所でまた逢おう』ってメッセージというか、オーディエンスとバンドの関係を歌っている」と語っている[3]。

## 収録曲
1. 太陽が燃えている
（作詞・作曲：吉井和哉 / 編曲：THE YELLOW MONKEY）
TV朝日系「Jリーグ A GOGO!!」オープニングテーマ。2013年に行われたファン投票で14位を獲得し、『イエモン-FAN'S BEST SELECTION-』に収録された。
2. Sweet & Sweet
（作詞・作曲：吉井和哉 / 編曲：THE YELLOW MONKEY）
3. 太陽が燃えている（Karaoke）
（作曲：吉井和哉 / 編曲：THE YELLOW MONKEY）

## 収録作品
＃1
- 『FOUR SEASONS』（1995年11月1日）※Overtureと題した前奏がついている
- 『TRIAD YEARS actII〜THE VERY BEST OF THE YELLOW MONKEY』（1997年4月19日）※演奏前にカウントが入っている
- 『THE YELLOW MONKEY SINGLE COLLECTION』（1998年12月10日）
- 『MOTHER OF ALL THE BEST』（2004年12月8日）※初回盤DISC3、デモバージョン
- 『Romantist Taste 2012』（2012年10月10日）※ライブテイク
- 『イエモン-FAN'S BEST SELECTION-』（2013年7月31日）
- 『THE YELLOW MONKEY IS HERE. NEW BEST』（2017年5月21日）※セルフカバー

＃2
- 『FOUR SEASONS』（1995年11月1日）

## タイアップ
- 1995年: 「Jリーグ A GOGO!!」（オープニングテーマ）
- 2013年: 「ゴーちゃん。GIRL'S TV」（エンディングテーマ）
- 2017年: 「musicる TV」（6月度オープニングテーマ）※2017年のアルバム『THE YELLOW MONKEY IS HERE. NEW BEST』収録の新録版

## カバー
太陽が燃えている
- 山田パンダ（2005年5月25日、コンピレーションカバー・アルバム『Re Cover』）[7]

### 吉井和哉ソロでのカバー
#1
- THANK YOU YOSHII KAZUYA Live at Budokan(2007年、2012年のBlu-rayには未収録)

#2
- BLUE APPLES〜born-again〜(2012年、DISC2に2011年6月7日に行われた「Flowers & Powerlight Tour 2011」のZepp Sendaiのダブルアンコールとして披露されたバージョンが披露されている。)
- クリア　※ライブ音源